# Vergeltungswaffen

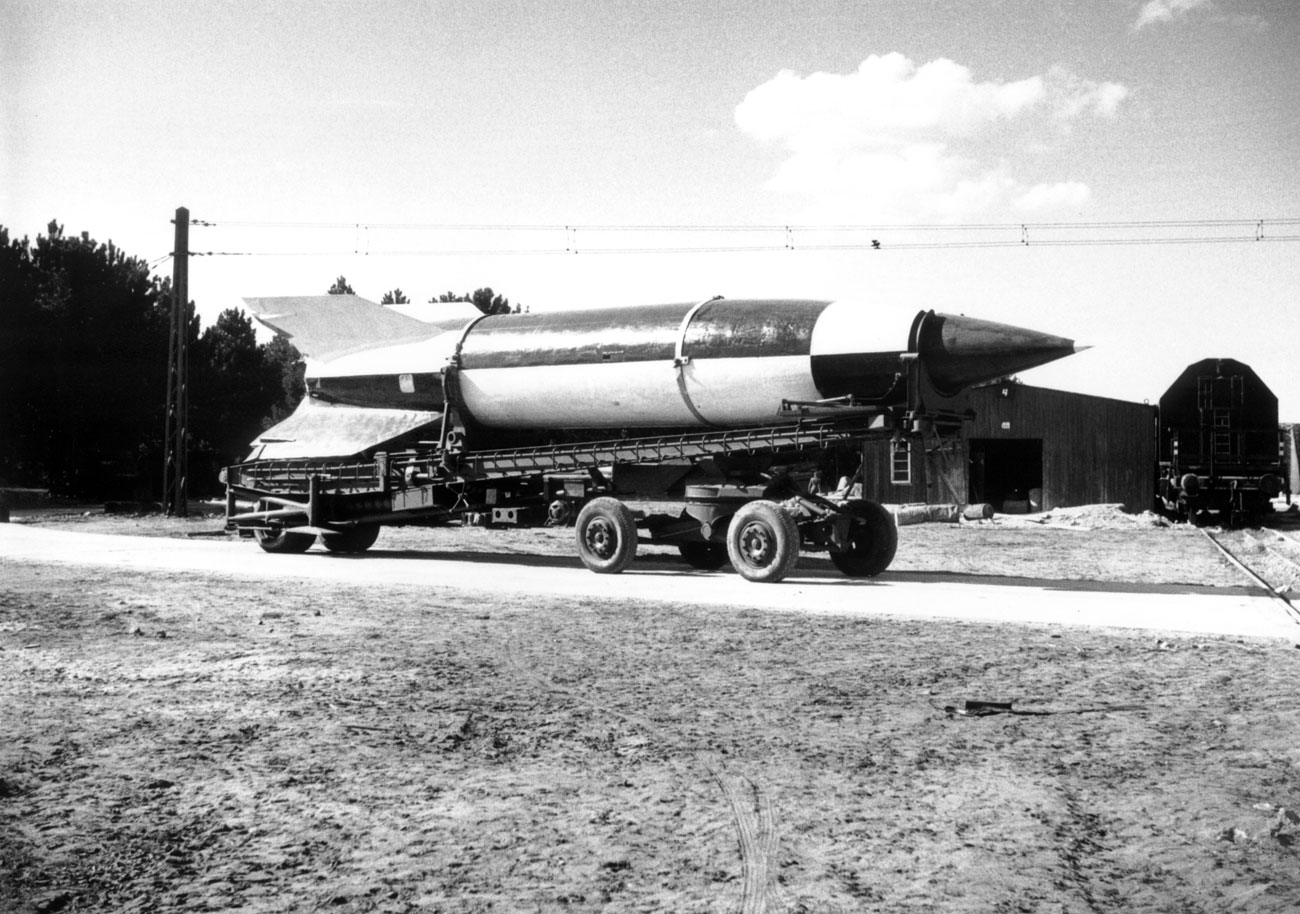
Un razzo V2.

Vergeltungswaffen (lett. "armi di rappresaglia") sono alcune armi del progetto Wunderwaffen sviluppate dalla Germania nazista durante la seconda guerra mondiale. Le armi che rientrano in questa definizione sono la bomba volante V1, il razzo V2 e il cannone V3. Inizialmente queste armi avevano i propri nomi, ma per fini di propaganda, Joseph Goebbels coniò il nome Vergeltungswaffen, "armi di rappresaglia", perché furono gli inglesi per primi a bombardare quartieri popolari di città tedesche, facendo strage di civili inermi.

## Le armi

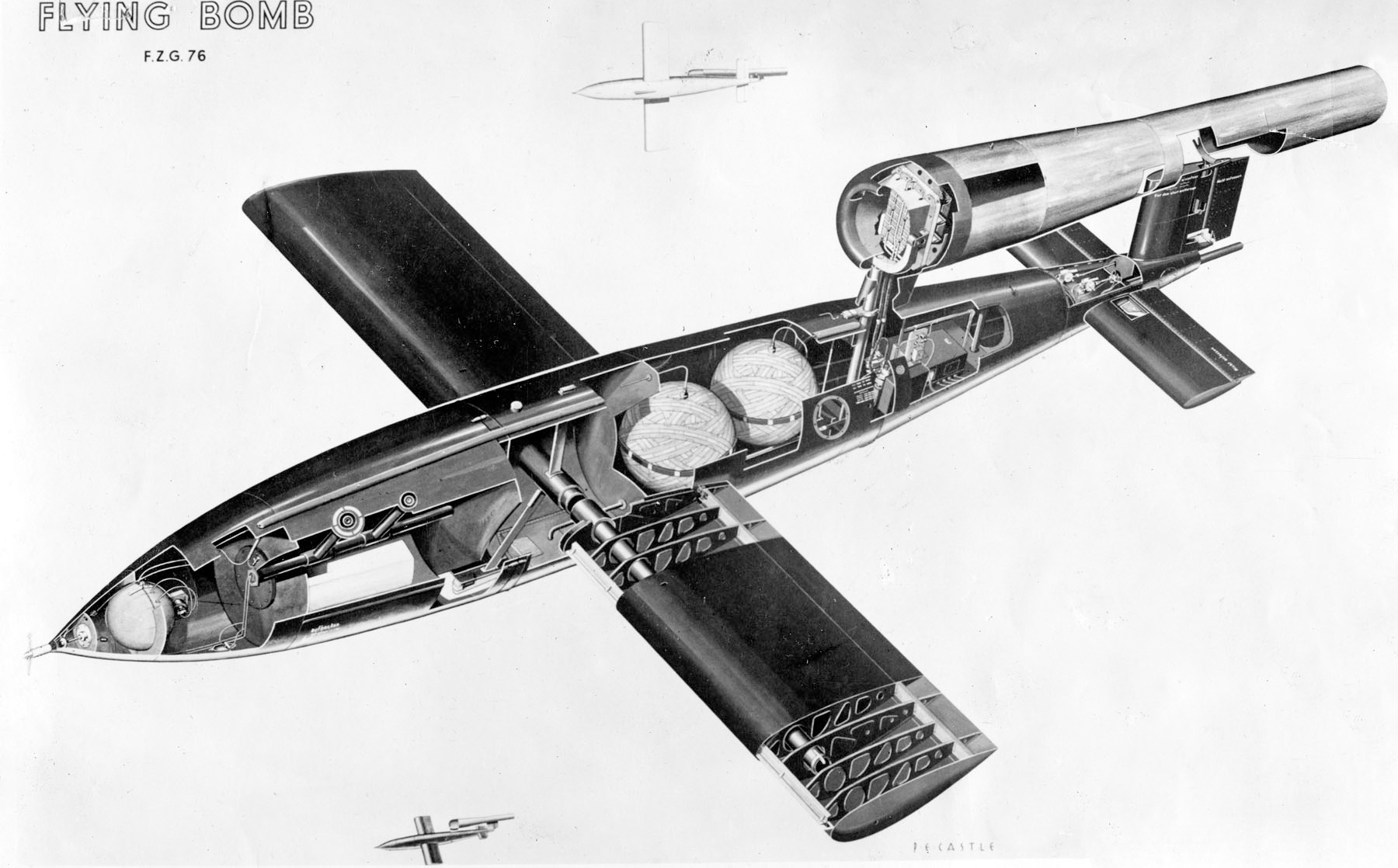
Spaccato prospettico di una bomba volante V1

### V1

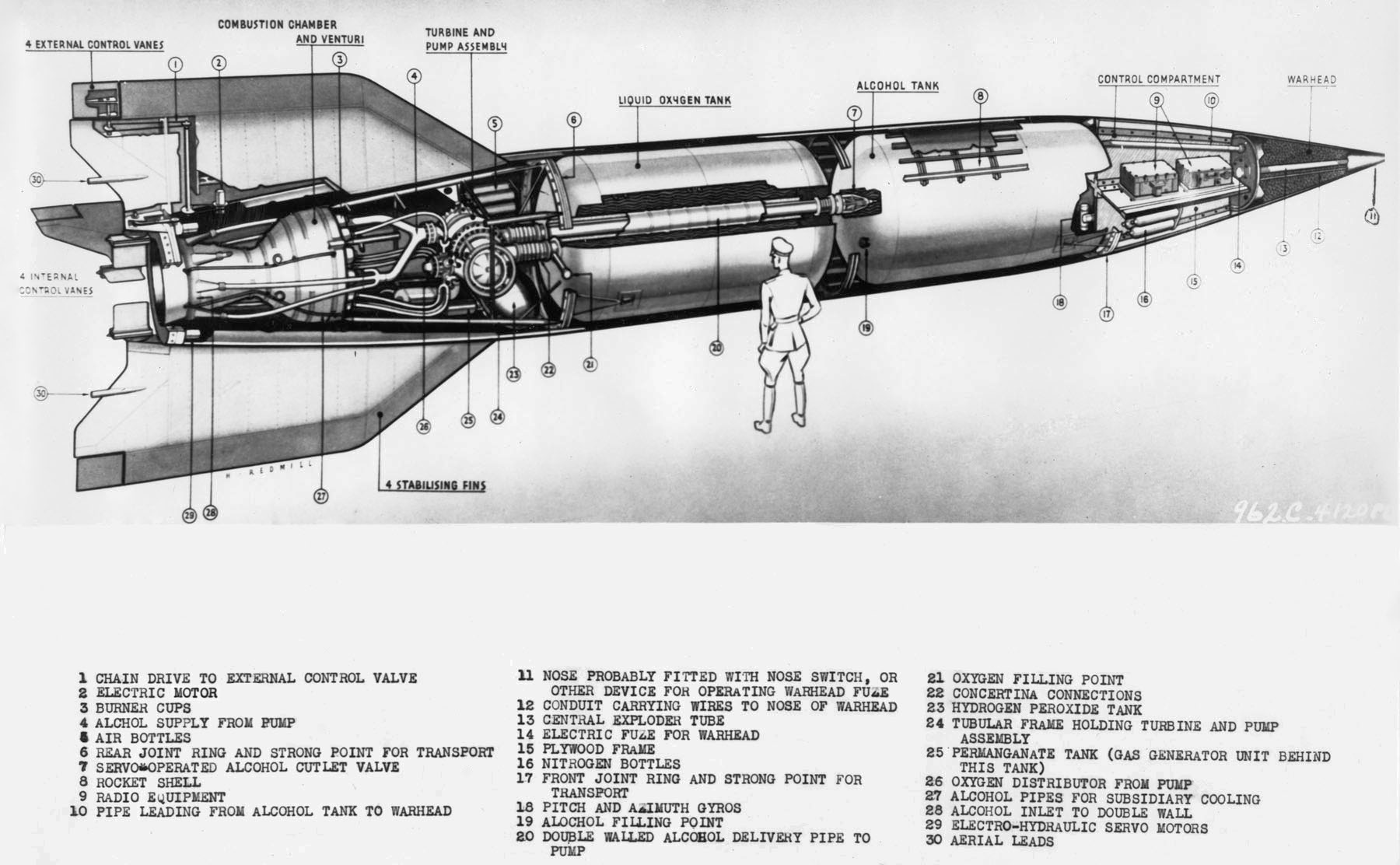
Spaccato prospettico di un razzo V2

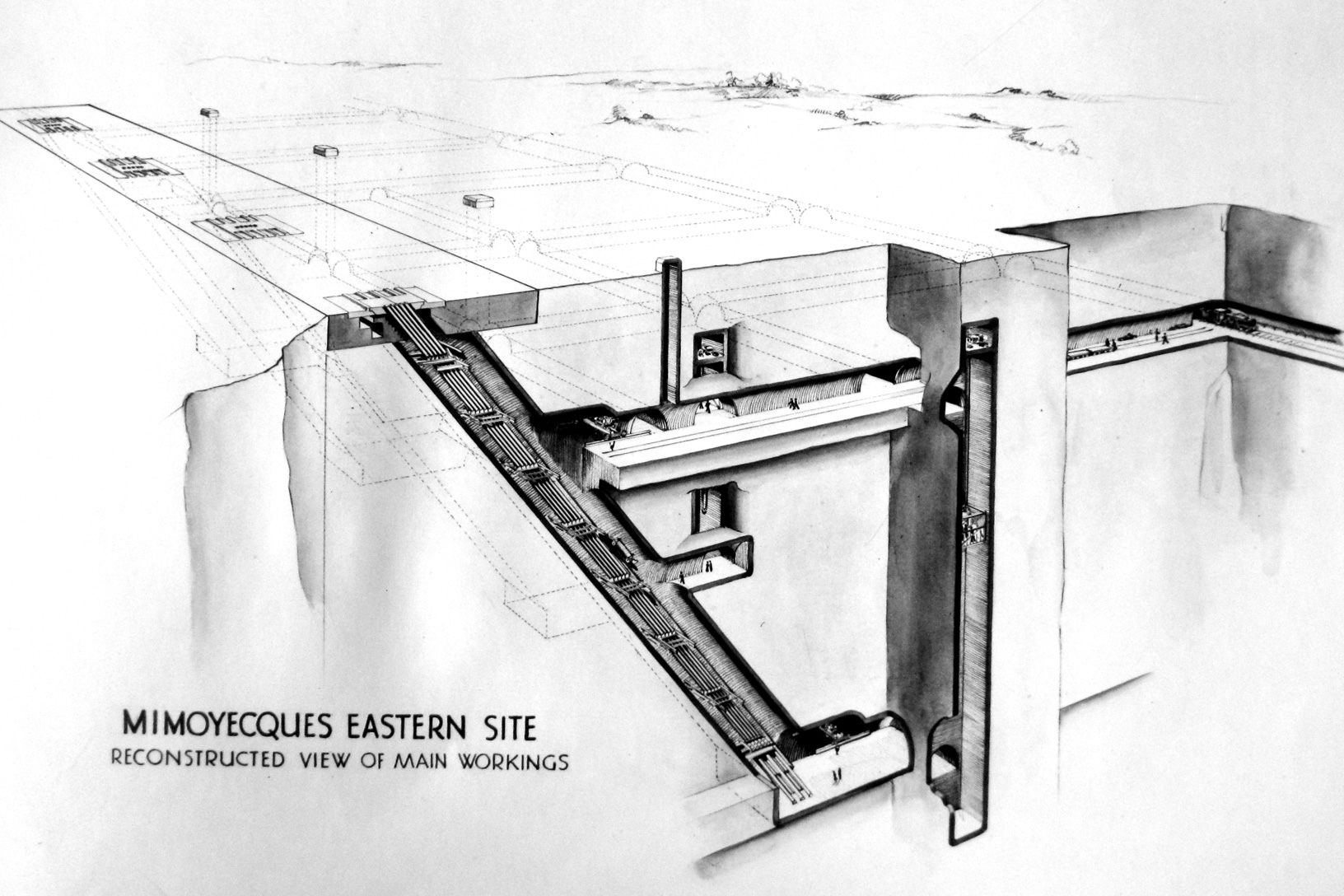
Spaccato prospettico di un cannone V3

La bomba volante V1 fu il primo missile da crociera operativo, utilizzato dalla Germania negli ultimi anni della seconda guerra mondiale. Designata originariamente Fieseler Fi 103, venne ribattezzata V1 a fini di propaganda.

### V2
La V2 fu un precursore dei missili balistici; fu utilizzato dalla Germania durante le ultime fasi della seconda guerra mondiale, in particolare contro Gran Bretagna e Belgio.

### V3
Il V3 Hochdruckpumpe (ovvero "pompa ad alta pressione") fu un prototipo di super-cannone dalla Germania durante le ultime fasi della seconda guerra mondiale.